# Tomasz Tokarski (nauczyciel)
Tomasz Tokarski herbu Sas (ur. 7 marca 1849 w Harasimowie, zm. 15 października 1916 we Lwowie) – polski nauczyciel.

## Życiorys
Urodził się 7 marca 1849 w Harasimowie. Był synem Mikołaja Mieczysława (1812-1884) i Marii z domu Biernackiej. Miał rodzeństwo:  Leona (1851-1897), Alinę (1853-), Sidonię (1856-), Stefanię (1858-), Marcellę (1860-), Mariana (1862-1942, lekarz), Seweryn (1865-)
Uczęszczał do gimnazjum w Stanisławowie, zdał maturę we Lwowie, po czym studiował w Wiedniu. Został nauczycielem. Początkowo był zastępcą nauczyciela w C. K. Gimnazjum w Jaśle. Następnie, od 1876 do 1890 pracował w C. K. I Gimnazjum w Rzeszowie, wykładając matematykę, przyrodę, język niemiecki, historię naturalną. 31 października 1880 został zatwierdzony w zawodzie nauczycielskim i otrzymał tytuł c. k. profesora. Od sierpnia 1885 był zastępcą dyrektora gimnazjum. Ponadto nauczał w Szkole Panieńskiej. W Rzeszowie był radnym miejskim od 1885 do 1890, członkiem Rady Szkolnej Miejskiej i Rady Szkolnej Powiatowej, zasiadał w zarządzie Kasy Oszczędności oraz od 1882 pełnił funkcję prezesa koła Towarzystwa Pedagogicznego, w którego ramach był inicjatorem powstania Szkoły Przemysłowej Uzupełniającej „Agadus Achim” w 1881 i jej kierownikiem od 1893; sprawował stanowisko prezesa Towarzystwa Zaliczkowego i Kredytowego od 1889 do 1894. Postanowieniem cesarza z 21 sierpnia 1890 został przeniesiony z Rzeszowa na stanowisko dyrektora C. K. Gimnazjum w Sanoku, które pełnił od września/listopada 1890 do 1895. W szkole uczył przedmiotów: języka niemieckiego, historii naturalnej, propedeutyki filozofii. Ponadto został kierownikiem i nauczycielem w Szkole Przemysłowej Uzupełniającej w Sanoku, powołanej w 1893. Był członkiem Towarzystwa Nauczycieli Szkół Wyższych we Lwowie. Zasiadał w C. K. Radzie Szkolnej Okręgowej jako reprezentant zawodu nauczycielskiego. Został wybrany radnym Rady Miejskiej w Sanoku kadencji od 1893 i pełnił mandat do czasu opuszczenia miasta tj. do połowy 1895. Był członkiem sanockiego gniazda Polskiego Towarzystwa Gimnastycznego „Sokół” (1892/1893), członkiem sanockiego biura powiatowego Stowarzyszenia Czerwonego Krzyża mężczyzn i dam w Galicji, członkiem oddziału sanocko-lisko-krośnieńskiego C. K. Towarzystwa Gospodarskiego we Lwowie, członkiem zwyczajnym Macierzy Szkolnej dla Księstwa Cieszyńskiego.
W czerwcu 1895 został mianowany na stanowisko inspektora szkolnym i wizytatorem okręgu miasta Lwów. Mianowany radcą szkolnym. Na początku XX wieku był inspektorem szkół krajowym przy C. K. Namiestnictwie.
Zmarł 15 października 1916 we Lwowie. Był żonaty z Anną Natalią z domu Trapszo, z którą miał dzieci: Augusta (zm. 2 listopada 1890 w Sanoku na szkarlatynę), Zofię Bolesławę (1893-1958), Gustawa, Stefana.

## Odznaczenia
austro-węgierskie
- Krzyż Kawalerski Orderu Franciszka Józefa (1898)[27][25].
- Brązowy Medal Jubileuszowy Pamiątkowy dla Sił Zbrojnych i Żandarmerii[25].
- Medal Jubileuszowy Pamiątkowy dla Cywilnych Funkcjonariuszów Państwowych[25].